# Szepessy Zsolt
Szepessy Zsolt László (hivatalosan Szepesi, Nyíregyháza, 1969. december 3. – ) börtönbüntetésre ítélt politikus, vállalkozó, az Összefogás Párt elnöke, 2006 és 2010 között Monok polgármestere. A 2014-es országgyűlési választáson az Összefogás Párt képviselőjelöltjeként indult, de nem jutott be az Országgyűlésbe.
Befolyással üzérkedés miatt jogerősen öt év börtönre ítélték és öt évre eltiltották a közügyek gyakorlásától, mivel kenőpénzért cserébe közel 600 ukrán állampolgárnak ígérte meg, hogy segít nekik magyar állampolgárságot szerezni. Büntetőeljárás folyt ellene a 2014-es kampánypénzek felhasználása körüli szabálytalanságok miatt is, majd emiatt, nem jogerősen, 2018-ban, másfél éves, felfüggesztett börtönbüntetésre ítélték. Kamupártja a felvett kampánytámogatást nem fizette vissza.

## Politikai tevékenysége

### Monok polgármestere
Szepessy Zsolt független jelöltként indult Monok polgármesteri címéért a 2006-os önkormányzati választáson, ahol a szavazatok 66,7%-át megszerezve elnyerte a mandátumot.
Polgármesterként a nevéhez fűződik több olyan intézkedés is, amely feltételekhez köti a szegényeknek nyújtott önkormányzati segélyek kifizetését, illetve korlátozza a segélyként kifizetett pénz felhasználhatóságát. Ezek közül a legismertebb a 2009 őszén bevezetett szociális kártya, amelynek lényege, hogy a rászorulók a nekik járó segély egy részét nem készpénzben, hanem egy bankkártyához hasonló, de csak árucikkek egy korlátozott körének megvásárlására felhasználható kártyára utalva kapják. Egy másik intézkedés szerint Monokon kizárólag az kaphat rendkívüli segélyt az önkormányzattól, aki a háza előtti területet, udvarát és kertjét rendben tartja, kertjében pedig haszonnövényeket termeszt.
Szintén feltűnést keltett a monoki képviselő-testületnek az a – Szepessy Zsolt által támogatott – határozata, amely lehetővé kívánta tenni, hogy a kettős állampolgárságért folyamodó határon túli magyarok kérésükre állandó magyarországi lakcímhez (és ezzel választójoghoz) jussanak úgy, hogy névleg Kossuth Lajos monoki szülőházába jelentkeznek be.
2009 januárjában nyomozást indított a Vám- és Pénzügyőrség Észak-Magyarországi Regionális Nyomozó Hivatala a monoki önkormányzatnál ismeretlen tettes ellen, sikkasztás és jogosulatlan gazdasági előny megszerzése gyanújával.

### Az Összefogás Párt elnökeként
Bár az önkormányzati választáson aratott győzelme után Szepessy elutasította az országos politikában való részvétel gondolatát, később alapító tagja és országos elnöke lett a 2009. november 17-én alakult Összefogás Pártnak.
Szepessy az Összefogás Párt elnökeként 2010. március 14-én népszavazást kezdeményezett, azonban ezt az Országos Választási Bizottság elutasította arra hivatkozva, hogy a népszavazásra javasolt kérdésre („Egyetért-e Ön azzal, hogy ne kapjon semmilyen segélyt és támogatást az a szülő, aki nem rendszeresen járatja iskolába gyermekét?”) nem lehet egyértelműen válaszolni, mert nem világos, mit ért a beadványozó a „nem rendszeresen járatja iskolába gyermekét” kifejezés alatt.
Hasonlóan járt el az Országos Választási Bizottság Szepessy Zsoltnak azzal a 2010. március 22-én benyújtott népszavazási kezdeményezésével kapcsolatban, amely azt a kérdést tette volna fel szavazásra, hogy az Országgyűlés a vonatkozó jogszabályok módosításával az egész országra kiterjessze, és egységesen kötelezővé tegye-e a szociális kártya rendszerét. Az OVB megítélése szerint nem egyértelmű, hogy mit jelent a kérdésben megfogalmazott „szociális kártya rendszerét” kifejezés.
A 2010-es országgyűlési választáson az Összefogás Párt jelöltjeként indult Borsod-Abaúj-Zemplén megye szerencsi központú 11-es számú egyéni választókerületében, de az első fordulóban a szavazatoknak mindössze 4,33 százalékát sikerült megszereznie, és így a negyedik helyen végezve nem jutott mandátumhoz.
A 2010-es önkormányzati választáson függetlenként indult, de nem nyerte meg a monoki polgármester választást: a szavazatok 41,44%-ával a második helyezett lett. A helyi önkormányzatba sem jutott be képviselőként.
2014 decemberében négy, a vasárnapi nyitvatartás témakörét érintő népszavazási kérdést nyújtott be a Nemzeti Választási Bizottsághoz.  Megkérdezné, hogy egyetértenek-e a választók azzal, hogy vasárnap minden üzlet nyitva, illetve zárva legyen, valamint, hogy vasárnap minden „multi” zárva legyen, illetve ennek az ellentettjét is. Ezeket a kérdéseket az NVB nem találta egyértelműnek, így azokat elutasította. A népszavazások kezdeményezésének megszigorítása után azonban ez azt jelenti, hogy a témában a Demján Sándor által vezetett Vállalkozók és Munkáltatók Országos Szövetsége (VOSZ), a Liga Szakszervezet és a Demokratikus Koalíció által tervezett népszavazási kezdeményezések elbírálására sor sem kerülhet mindaddig, amíg Szepessy Zsolt kezdeményezésével kapcsolatban minden jogorvoslati határidő le nem jár.
2018. július 31-én Szepessy Zsolt feloszlatta az Összefogás Pártot, mivel a 2014-es és a 2018-as országgyűlési választáson nem fizette vissza a felvett kölcsönt.

## Büntetőügyei

### Üzletszerűen elkövetett csalás vádja
Szepessy Zsoltot a rendőrség 2015. szeptember 10-én üzletszerűen elkövetett csalás vádjával őrizetbe vette, majd a bíróság előzetes letartóztatásba helyezte. A vád szerint körülbelül 600 ukrán személynek segített fejenként 1000 euróért jogosulatlanul magyar állampolgársághoz jutni.
2017 szeptemberében Szepessyt a bíróság első fokon négy év börtönre ítélte befolyással üzérkedés bűntette miatt. 2018 decemberében a Nyíregyházi Törvényszék másodfokú tanácsa a büntetést hat évre súlyosbította 594 rendbeli befolyással üzérkedés bűntette miatt.  Szepessyt a bíróság végül jogerősen öt év börtönre és öt év közügyektől eltiltásra ítélte.

### Kampánypénzek jogosulatlan felhasználása
2018-ban az Állami Számvevőszék kezdeményezésére büntetőeljárás volt ellene folyamatban, mert a 2014-es kampánypénzek felhasználása körül szabálytalanságokat találtak. Ebben az ügyben 2018 decemberében, nem jogerősen folytatólagosan elkövetett számvitel rendjének megsértése miatt egy év hat hónap, végrehajtásában két év hat hónapra felfüggesztett börtönbüntetést kapott.

## Magánélete
Iskoláit szülővárosában végezte. Vállalkozóként Daciák és régiségek kereskedésével alapozta meg vagyonát. Egy ingatlanügylet révén került Monokra, ahol 2006-ban polgármesternek választották.
Szepesit édesanyja betegsége miatt nagyszülei nevelték. Van egy testvére és két féltestvére. Elvált, egy fia van.